# Can Tunis
Can Tunis (Casa Antúnez en castellà) fou una barriada de Barcelona situada entre Montjuïc, la mar i la desembocadura del riu Llobregat, a l'antiga Marina de Sants. L'estiu del 2004 se’n van enderrocar les darreres cases i la barriada ha quedat absorbida per les infraestructures industrials i portuàries.

## Història
El barri es trobava sobre terres pantanoses dessecades i recuperades per a l'agricultura entre 1711-1809 per la família Antúnez, propietària dels terrenys. Aquest fet i una incipient industrialització a partir de la segona meitat del segle xviii (Fàbrica dels Ossos, Shell, Arsenal, el Vidriol, etc.) configuraren la barriada. El 1917 s'hi creà el consorci de la Zona Franca i la barriada va començar a rebre multitud d'immigrants. L'escriptor Paco Candel, que descriuria a bastament el fenomen de la immigració, hi arribà en aquells anys, els anys de la dictadura de Primo de Rivera. La forta industrialització de la zona, la creació de colònies per als obrers i de barris de barraques, canvià la fesomia de la zona i n'expulsà els pagesos i els pescadors. Durant la Guerra Civil del 1936, la barriada patí molt els bombardejos i s'anà despoblant, cedint el lloc dels habitatges a indústries i infraestructures portuàries. Als anys setanta ja només quedaven uns quants blocs habitats principalment per famílies gitanes, el barri va degradar-se molt, i va convertir-se en un punt de tràfic i de consum de drogues.

### El polígon Avillar Chavorros
A final de la dècada del 1970, amb l'objectiu de reallotjar 48 famílies d'ètnia gitana que havien estat desallotjades de les seves barraques a l'entrada del cementiri, l'Ajuntament de Barcelona va projectar la construcció d'un nucli d'habitatges, el poblat experimental Avillar Chavorrós (que en caló significa «veniu, nens»), en uns terrenys propietat del Port de Barcelona, situats entre la muntanya de Montjuïc i el port, entre el que aleshores es coneixia com a Cinturó del Litoral i les vies del tren de mercaderies del port. Els habitatges es van construir d'acord amb les necessitats manifestades pels que els havien d'habitar i havien de ser gestionats pel Patronat Municipal de l'Habitatge.
En teoria, al cap de deu anys, els terrenys havien de tornar a quedar buits i a disposició del port. La previsió era que, durant aquest temps, els habitants s'haurien integrat en l'estructura social i urbana de la ciutat i es trobarien en condicions d'adquirir un nou habitatge.
El polígon, inaugurat l'any 1979 per l'alcalde Narcís Serra (Partit dels Socialistes de Catalunya, PSC), va ser dissenyat per l'arquitecte Raimon Torres i va obtenir un dels premis d'Opinió del Foment de les Arts Decoratives (FAD) per la seva contribució a l'erradicació del barraquisme.
L'any següent a la inauguració del nou barri, el Patronat Municipal de l'Habitatge ja havia deixat de cobrar els lloguers als inquilins i s'havia desentès de mantenir-lo. Amb el pas dels anys, el nombre d'habitants va créixer fins a arribar al centenar de famílies, ja que moltes convertien els garatges en habitatges per als fills a mesura que s'emancipaven.

### Fi de can Tunis
El 1992 l'Ajuntament de Barcelona va anunciar l'objectiu d'enderrocar el barri i, tot i que l'any 1997 ja havia finalitzat l'enderrocament de les antigues barraques situades als peus de Montjuïc, no fou fins al 2001 que es va iniciar el trasllat dels veïns que ocupaven el polígon «Avillar Chavorrós» i l'enderrocament dels primers habitatges. En alguns casos, es van produir incidents, com quan alguns veïns que es negaven a abandonar les cases van ser desallotjats per la força. Les famílies rebien una indemnització i eren reallotjades en pisos socials de l'àrea metropolitana de Barcelona. L'expropiació i l'enderrocament van ser gestionats per l'empresa pública REGESA.
El desembre de 2003 encara quedaven una vintena de famílies que es resistien a abandonar casa seva. Finalment, el mes d'agost de 2004, la darrera família que encara ocupava una casa i un garatge va acceptar la indemnització de l'Ajuntament i va marxar.
Després de l'enderroc d'aquestes últimes construccions, els terrenys van tornar a formar part del Port de Barcelona, entitat que va pagar al consistori barceloní 6 milions d'euros per a poder fer efectiva l'ampliació de l'àrea de contenidors de mercaderies i de l'aparcament de camions.
Un documental de Paco Toledo i José González Morandi, anomenat Can Tunis, documenta els últims mesos d'aquesta barriada.